# Йенс, Макс
Макс Йенс (нем. Max Jähns; 18 апреля 1837, Берлин — 19 сентября 1900, там же) — немецкий военный писатель
 и педагог.

## Биография

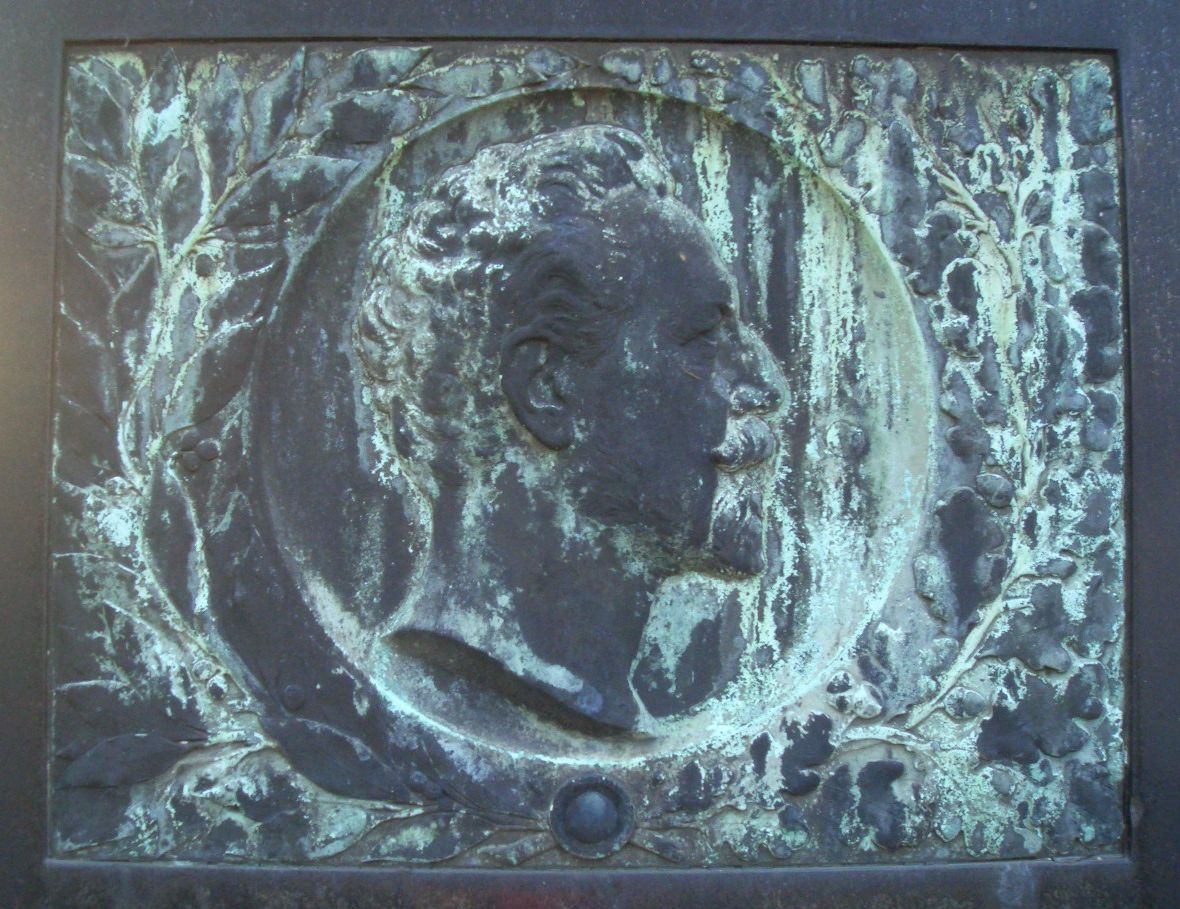
Надгробный камень на могиле Йенса (скульптор Ф. Хайнеманн)

Макс Йенс родился 18 апреля 1837 года в городе Берлине.
Был профессором истории военного искусства в Прусской военной академии. 
Напечатал «Ross und Reiter in Leben, Sprache, Glauben und Geschichte der Deutschen» (Лейпциг, 1872); «Das franz. Heer von der Grossen Resolution bis sur Gegenwart» (Лпц., 1873); «Die Schlacht von Königgrätz» (Лпц., 1876); «Handbuch einer Geschichte des Kriegswesens von der Urzeit bis zur Renaissance» (Лпц., 1880, с атласом в 100 таблиц); «Heeres Verfassung und Völkerieben» (Берл., 1885); «Geschichte der Kriegswissenschaften» (Мюнхен, 1890); «Ueber Krieg, Frieden u. Kultur» (Б., 1894) и др.
Макс Йенс умер 19 сентября 1900 года в родном городе.